# Bodhicaryāvatāra
Le Bodhicharyâvatâra (du sanskrit बोधिचर्यावतार, IAST Bodhicaryāvatāra ; tibétain : བྱང་ཆུབ་སེམས་དཔའི་སྤྱོད་པ་ལ་འཇུག་པ་, Wylie : byang chub sems dpa'i spyod pa la 'jug pa, THL : changchub sempé chöpa la jukpa) est un traité versifié en sanskrit attribué à Shantideva (c.685-763). Ce traité composé de dix chapitres décrit l'engagement et la pratique d'un bodhisattva, c'est-à-dire ce que doit faire, selon la tradition bouddhique, un aspirant  à l'éveil (autrement dit un bodhisattva), en lien avec la nature de bouddha. Il traite donc en particulier des paramita, mais offre aussi dans son neuvième chapitre une présentation importante de la doctrine de la vacuité (śūnyatā), qui est au cœur de la philosophie de l'école Madhyamaka. 
Cet ouvrage a d'une part fait l'objet de très nombreux commentaires, en particulier dans le bouddhisme tibétain, et d'autre part, c'est un des textes bouddhiques les plus traduits depuis le début des années 1890 — même si les premières traductions, vers le tibétain, puis le chinois, puis vers le mongol, s'étendent du IXe au XIVe siècle.

## Titre
Le titre se compose des trois mots sanskrits bodhi (« éveil »), caryâ (« pratique ») et avatâra (entrée), l'ensemble pointant vers l'idée de pratiques menant à l'éveil, d'où la traduction par La Marche vers l'éveil ou, plus récemment, L'Exposition des pratiques d'Éveil. En 985, Tian Xizai (天息灾) en donne une traduction en chinois, sous le titre Sûtra de la pratique à l'éveil (《菩提行经》) ; vers l'an 1000, apparut le titre de Bodhisattvacaryâvatâra[réf. nécessaire], signifiant L'Entrée en pratique du bodhisattva ou La Voie du Bodhisattva.
L'ouvrage a été traduit en tibétain à partir d'un manuscrit du Cachemire par Kawa Paltsek et Sarvajñadeva au début du IXe siècle Cette version semble s'appuyer sur un manuscrit en sanskrit en neuf chapitres. À partir d'un second manuscrit du Magadha, cette traduction a été révisée deux fois, par Rinchen Zangpo, Shakya Lodro et Dharmashribhadra au Xe siècle, puis par Ngok Loden Sherab (en) et Sumatikirti au XIe siècle. Au Tibet, ce texte a profondément influencé les quatre écoles principales du bouddhisme tibétain.

## Plan et résumé
L'œuvre comprend 913 shlokas organisées en dix chapitres. Patrül Rinpoché a divisé l'ouvrage en trois parties: « Naissance de l'esprit d'Éveil » (chapitres 1 à 3); « Préservation de l'esprit d'Éveil » (chapitres 4 à 6); « Développement de l'esprit d'Éveil » (chapitre 7 à 10), se basant pour cela sur un passage de Nagarjuna, dont il a substantivé les verbes pour en faire le titre des trois divisions,.  À noter que le chapitre 10 est une dédicace qui porte le titre: « Dédicace du fruit de cet enseignement [du traité] au bien des autres ».

### Résumé
Les quatre premiers chapitres (« Bienfaits de l'esprit d'Éveil », « Dévoilement des fautes », « Prise de l'esprit d'Éveil », « Attention ») sont consacrés au bodhicitta, l'esprit d'Éveil. Le premier chapitre expose l'esprit d'éveil, le deuxième dévoile les manquements dus à l'ignorance de cet esprit d'Éveil, le troisième encourage vivement à sa mise en application tandis que le quatrième exhorte à le maintenir dans toutes les circonstances et à ne pas retomber dans la confusion et les passions habituelles.
L'auteur présente ensuite les six perfections (paramita) d'un bodhisattva mais en s'écartant quelque peu de l'ordre habituel. Ainsi la générosité est exposée en dernier dans le dixième chapitre sous une forme très particulière. Shantideva n'y parle pas de la générosité matérielle, de la générosité en temps et en énergie qui nous pousse à venir en aide à ceux qui souffrent ou qui sont dans la détresse, ni de la générosité des sentiments. Mais il présente la générosité qui consiste à dédier et donner en pensée aux autres les mérites karmiques obtenus par nos bonnes actions. Le cinquième chapitre développe la perfection de discipline, le sixième la perfection de patience, le septième la perfection de persévérance, le huitième la perfection de concentration et le neuvième la perfection de sagesse.
Le neuvième chapitre, beaucoup plus technique et ardu, porte sur la sagesse percevant la vacuité d'existence ultime de tous les phénomènes (Śūnyatā), et il est en quelque sorte un « abrégé de la philosophie de la Voie Médiane », dont l'un des principaux auteurs est Nagarjuna. 

### Style
Sur le plan stylistique, le Bodhicharyavatara est riche en métaphores poétiques, et son écriture est particulièrement claire et efficace — à l'exception du chapitre IX, dont le caractère technique entraîne une expression plus difficile. Cette clarté et cette beauté formelles ont largement contribué à son succès, particulièrement au Tibet où cette œuvre a été le livre de chevet de très nombreux lamas et pratiquants spirituels depuis l'arrivée du bouddhisme dans cette contrée il y a maintenant plus de mille ans.